# Китагава, Масао
Масао Китагава (англ. Masao Kitagawa, 1910 — 1995) — японский или японо-китайский ботаник.

## Биография
Масао Китагава родился в 1910 году.
Большую часть своей научной работы он проводил в качестве профессора Национального университета Иокогамы. В 1979 году Китагава описал японо-китайский вид Saposhnikovia seseloides (Hoffm.) Kitag. — Сапожниковия жабрицевидная. Он внёс значительный вклад в ботанику, описав множество видов растений.
Масао Китагава умер в 1995 году.

## Научная деятельность
Масао Китагава специализировался на папоротниковидных и на семенных растениях.

## Некоторые публикации
- 1979. Neo-Lineamenta florae manshuricae: or enumeration of the spontaneous vascular plants hitherto known from Manchuria (north-eastern China) together with their synonymy and distribution. Ed. Vaduz: J. Cramer. 715 pp. : 3 tablas, 12 pl. 1 mapa. 1ª ed. 1939.
- Nakai, T; M Honda, Y Satake, M Kitagawa. 1936. Index florae Jeholensis, cum appendice Plantae novae vel minus cognitae ex Manshuria. Ed. Waseda University. 115 pp.
- Kitagawa, M; T Nakai, M Honda. 1935. Contributio ad cognitionem florae manshuricae.
- Nakai, T; M Kitagawa. 1934. Plantæ novæ jeholenses. Ed. I Tokio: University Press. 2 pp. l. 71 pp. 1 l. xx pl. Texto en japonés y en latín.
- Nakai, T; M Kitagawa. 1933. Informe de la expedición científica de 1933 a Manchukuo, la Manchuria ocupada por los japoneses.

## Почести
Род растений Kitagawia Pimenov был назван в его честь.